# Pinball Dreams Deluxe
Pinball Dreams Deluxe, noto anche come Pinball Arcade, è un videogioco di simulazione di flipper sviluppato da Spidersoft e pubblicato da 21st Century Entertainment per MS-DOS nel 1994. Il videogioco è una raccolta dei precedenti Pinball Dreams e Pinball Dreams 2 con alcuni contenuti aggiuntivi.

## Modalità di gioco
Il videogioco si compone di otto tavole.
Le prime quattro tavole sono quelle contenute in Pinball Dreams:
- Ignition
- Steel Wheel
- Beat Box
- Nightmare

Le altre quattro tavole sono quelle contenute in Pinball Dreams 2:
- Neptune
- Revenge of the Robot Warriors
- Safari
- Stall Turn

Pinball Dreams Deluxe, oltre ad essere una raccolta dei due precedenti capitoli, ne è anche una versione più avanzata con una nuova modalità grafica a più alta risoluzione (640x350) che mostra quasi 2⁄3 di ogni tavola sullo schermo, limitando lo scorrimento e fornendo quindi una miglior visione d'insieme. Ogni tavola è inoltre presentata da un video in 3D pre-renderizzato che ne mostra un'ipotetica versione realistica da sala giochi.
Oltre alle nuove opzioni di personalizzazione e alle nuove musiche, nel menù è presente la nuova voce History, che permette di accedere ad una raccolta di immagini e descrizioni che illustrano la storia e l'evoluzione della meccanica dei flipper arcade, dagli anni 1960 fino al 1993, attraverso circa 50 tavole commercializzate dai principali produttori come Bally, Data East e Stern.

## Accoglienza
| Testata     | Versione | Giudizio |
| ----------- | -------- | -------- |
| PC Games    | PC       | 82       |
| PC Player   | PC       | 73       |
| PC Gameplay | PC       | 66       |

Per la rivista tedesca PC Games il gioco, grazie all'aggiunta delle migliorie grafiche e della storia dei flipper, rappresenta una versione tecnicamente più sofisticata dei due giochi originali. Secondo la testata tedesca PC Player invece, pur considerando valido l'aggiornamento della grafica e delle opzioni, afferma che la nuova sezione sulla storia dei flipper contenga immagini sfocate e testi troppo brevi considerato lo spazio disponibile sul supporto CD-ROM, ritenendo utile l'acquisto del gioco solo ai nuovi giocatori. Per l'olandese PC Gameplay, pur non contenendo novità rilevanti, la raccolta contiene giochi di grande successo, i quali promettono ai nuovi giocatori lunghe e avvincenti ore di gioco.